# Towada (Aomori)
Towada (japanisch 十和田市, -shi) ist eine Stadt in der Präfektur Aomori auf Honshū, der Hauptinsel von Japan.

## Geographie
Towada liegt südöstlich von Aomori und nordwestlich von Hachinohe.

## Geschichte
Towada wurde im Jahr 1855 von Samurai der Nambu-Domäne gegründet. Am 1. Februar 1955 schlossen sich die Machi Sambongi (三本木町, -machi) und die Mura Fujisaka (藤坂村, -mura) und Ōfukanai (大深内村, -mura) im Kamikita-gun (上北郡) zur Shi Sambongi (三本木市, -shi) zusammen. Am 1. März desselben Jahres wurde das Mura Shiwa (四和村, -mura) eingemeindet. Am 10. Oktober 1956 erfolgte die Umbenennung zu Towada nach dem nahe gelegenen gleichnamigen See. Am 1. Januar 2005 erfolgte der Zusammenschluss mit dem Machi Towadako (十和田湖町, -machi).

## Wirtschaft
Haupterzeugnisse sind Reis und Obst. Es werden auch Rinder und Schweine gezüchtet.

## Sehenswürdigkeiten
- Towada-See
- Oirase
- Tsuta-Onsen (Heiße Quelle)
- Towada Art Center

## Verkehr
- Straße:
  - Tōhoku-Autobahn
  - Nationalstraße 4
  - Nationalstraßen 45, 102, 103, 394
- Zug:
  - Towada-Kankō-Dentetsu-Linie

## Angrenzende Städte und Gemeinden

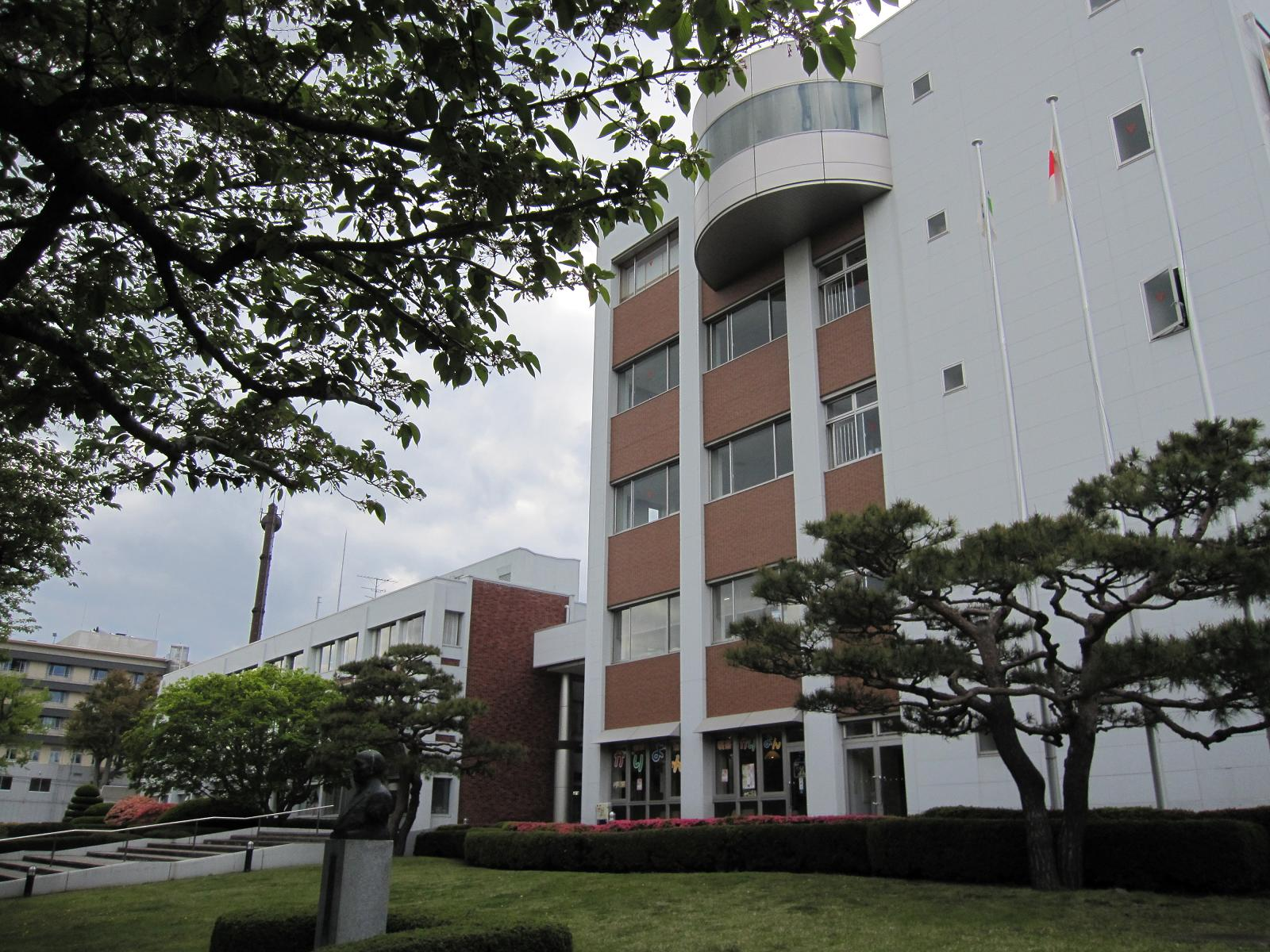
Rathaus

- Aomori
- Hirakawa
- Kazuno
- Kosaka